# Onofrio Martinelli
Onofrio Martinelli (Mola di Bari, 13 gennaio 1900 – Firenze, 13 marzo 1966) è stato un pittore italiano.

## Biografia
Frequentò la scuola romana a Roma intorno al 1920, frequentata da famosi pittori dell'epoca.
Dopo gli studi classici a Firenze, dal 1924 vi frequentò l'Accademia di belle arti.
Nel 1925 si trasferì a Parigi, dove frequentò Filippo de Pisis e Giorgio de Chirico. Tornato a Firenze ottenne una cattedra all'Accademia.
Accanto all'attività di pittore, che lo vide partecipare a numerose esposizioni, si dedicò all'organizzazione di mostre. Sposò Adriana Pincherle, sorella di Alberto Moravia.

## Esposizioni (parziale)
- Exposition Artistes italiens modernes[2] a Parigi nel 1928
- Künstler des neuen Italien[2] a Berna nel 1930
- Quadriennali di Roma del 1931, 1939 e nel 1965-66[3].
- Biennali di Venezia del 1924, 1926, 1930, 1934 e 1936; all'edizione del 1956, grazie a Roberto Longhi, gli fu dedicata una personale[1].